# Automne
Automne – rzeka we Francji, przepływająca przez tereny departamentów Aisne oraz Oise, o długości 33,9 km. Stanowi lewy dopływ rzeki Oise.